# Nasser Kanaani
Nasser Kanaani (en persa: ناصر کنعانی‎, romanizado: Naser Kenany) es un diplomático iraní y el 13° portavoz del Ministerio de Asuntos Exteriores de Irán desde el 27 de junio de 2022.

## Carrera política y diplomática
También fue Jefe de la Oficina de Protección de Intereses de Irán en El Cairo desde julio de 2018 hasta julio de 2022. Nasser Kanaani ocupó anteriormente cargos como el de jefe del personal iraquí del Ministerio de Asuntos Exteriores, el de Subdirector del Departamento Árabe de Oriente Medio y Norte de África y de ser Embajador de Irán en Jordania. Además de su persa nativo, habla inglés y árabe con fluidez.